# 尹铸胜
尹铸胜（1965年10月2日—），男，陕西西安人，中国影视一級演员、话剧演员。

## 生平
1965年出生于陕西西安，1997年凭借话剧《商鞅》获得梅花奖、文华奖、白玉兰奖、佐临话剧艺术奖、曹禺戏剧文学奖。
電視劇代表作有《商鞅》、《尖山》、《雪域天路》、《脫身》、《思美人》、《長安十二時辰》、《精英律師》、《麻辣女兵》、《大清鹽商》、《殺寇決》、《風起隴西》等